# Hiroto Nakagawa
Hiroto Nakagawa (中川 寛斗?, Nakagawa Hiroto; Urawa-ku, 3 novembre 1994) è un calciatore giapponese, centrocampista dell'Oita Trinita.

## Biografia
Ha un fratello maggiore, Teruhito, anch'egli calciatore.

## Palmarès

### Club

#### Competizioni nazionali
- J2 League: 1

Shonan Bellmare: 2014